# Olympische Sommerspiele 2016/Teilnehmer (Britische Jungferninseln)
| Gelbes Symbol für Goldmedaillen mit stilisierten Olympischen Ringen | Graues Symbol für Silbermedaillen mit stilisierten Olympischen Ringen | Braundes Symbol für Bronzemedaillen mit stilisierten Olympischen Ringen |
| ------------------------------------------------------------------- | --------------------------------------------------------------------- | ----------------------------------------------------------------------- |
| —                                                                   | —                                                                     | —                                                                       |

Die Britischen Jungferninseln nahmen an den Olympischen Spielen 2016 in Rio de Janeiro teil. Es war die insgesamt neunte Teilnahme an den Olympischen Sommerspielen. Das British Virgin Islands Olympic Committee nominierte vier Athleten in zwei Sportarten.

## Teilnehmer nach Sportarten

### Leichtathletik
Laufen und Gehen 
| Athleten         | Wettbewerb | Runde 1 | Runde 1 | Halbfinale    | Halbfinale    | Finale        | Finale        | Rang |
| Athleten         | Wettbewerb | Zeit    | Rang    | Zeit          | Rang          | Zeit          | Rang          | Rang |
| ---------------- | ---------- | ------- | ------- | ------------- | ------------- | ------------- | ------------- | ---- |
| Frauen           |            |         |         |               |               |               |               |      |
| Tahesia Harrigan | 100 m      | 11,54 s | 37      | ausgeschieden | ausgeschieden | ausgeschieden | ausgeschieden | 37   |
| Ashley Kelly     | 200 m      | 23,61 s | 56      | ausgeschieden | ausgeschieden | ausgeschieden | ausgeschieden | 56   |

 Springen und Werfen 
| Athleten     | Wettbewerb  | Qualifikation | Qualifikation | Finale        | Finale        | Rang |
| Athleten     | Wettbewerb  | Weite/Höhe    | Rang          | Weite/Höhe    | Rang          | Rang |
| ------------ | ----------- | ------------- | ------------- | ------------- | ------------- | ---- |
| Männer       |             |               |               |               |               |      |
| Eldred Henry | Kugelstoßen | 17,07 m       | 34            | ausgeschieden | ausgeschieden | 34   |

### Schwimmen
| Athleten       | Wettbewerb    | Vorlauf | Vorlauf | Halbfinale    | Halbfinale    | Finale        | Finale        | Rang |
| Athleten       | Wettbewerb    | Zeit    | Rang    | Zeit          | Rang          | Zeit          | Rang          | Rang |
| -------------- | ------------- | ------- | ------- | ------------- | ------------- | ------------- | ------------- | ---- |
| Frauen         |               |         |         |               |               |               |               |      |
| Elinah Phillip | 50 m Freistil | 26,26 s | 48      | ausgeschieden | ausgeschieden | ausgeschieden | ausgeschieden | 48   |